# Teixeiras (ort)
Teixeiras är en ort i Brasilien.   Den ligger i kommunen Teixeiras och delstaten Minas Gerais, i den sydöstra delen av landet, 800 km sydost om huvudstaden Brasília. Teixeiras ligger 651 meter över havet och antalet invånare är 11 346.
Terrängen runt Teixeiras är huvudsakligen platt, men åt nordost är den kuperad. Teixeiras ligger nere i en dal. Närmaste större samhälle är Viçosa, 11,7 km söder om Teixeiras.
Omgivningarna runt Teixeiras är huvudsakligen savann. Runt Teixeiras är det tätbefolkat, med 286 invånare per kvadratkilometer.